# Aleksander Cielecki
Aleksander Cielecki (ur. 18 lipca 1849 w Wingranach, zm. 18 października 1937 w Poznaniu) – powstaniec styczniowy.
Urodził się w Wingranach na Suwalszczyźnie jako syn Antoniego (właściciela ziemskiego) i Katarzyny z domu Grygo. Jako żołnierz brał udział w powstaniu styczniowym. Służył w szeregach oddziału Józefa Ramotowskiego ps. „Wawer”. Brał udział w bitwie pod Gruszkami 28 czerwca 1863 został ranny.
Po upadku powstania przebywał w Prusach Wschodnich. W 1866 zamieszkał pod Ostrowem Wielkopolskim, podejmując prace w posiadłościach ziemskich. Od 1884 zamieszkiwał w Małopolsce. Po wybuchu I wojny światowej w 1914 przebywał w Imperium Rosyjskim, skąd w 1917 powrócił do Poznania.
Po odzyskaniu przez Polskę niepodległości (1918) w okresie II Rzeczypospolitej został awansowany do stopnia podporucznika weterana Wojska Polskiego.
Pełnił funkcję prezesa Związku Weteranów 1863 r. w okręgu poznańskim.
Zmarł 18 października 1937 w Poznaniu i tam odbył się jego pogrzeb. Został pochowany w kwaterze powstańców styczniowych Cmentarza Garnizonowego w poznańskiej Cytadeli.

## Odznaczenia
- Krzyż Niepodległości z Mieczami[3]